# Geert Meyfroidt
Geert Meyfroidt (14 september 1971)  is een Belgisch intensivist in het UZ Leuven en is daarnaast ook professor aan de KU Leuven en voorzitter van de Belgische Vereniging Intensieve Geneeskunde. Tijdens de coronacrisis verscheen Meyfroidt geregeld op televisie om te spreken over de situatie op intensieve zorg. Hij werd op 23 december 2021 de Slimste mens ter wereld, in het gelijknamige tv-programma. Meyfroidt vormt een koppel met de Belgische VRT-journaliste Fatma Taspinar.

## Televisie
In het najaar van 2021 nam Meyfroidt deel aan het Vlaamse programma De Slimste Mens ter Wereld. Hij werd uitgeschakeld in zijn vierde deelname en haalde daarmee nipt de finaleweken. Van daaruit stootte hij door naar de finaleaflevering. In die finale nam hij het op tegen Merol en Arjen Lubach. Op donderdag 23 december 2021 versloeg hij Merol in het finalespel en won hij zo het 19de seizoen van De Slimste Mens ter Wereld. In het najaar van 2022 nam hij deel aan de Allerslimste Mens ter Wereld en werd in het spel uitgeschakeld na zijn tweede deelname. 

### Overzicht
- De Slimste Mens ter Wereld (2021) - als kandidaat en winnaar
- De Allerslimste Mens ter Wereld (2022) - als kandidaat
- Special Forces: Wie durft wint (2024) - als kandidaat

- Mathematics Genealogy Project: 147539
- ORCID: 0000-0003-4259-3935